# Alex von Kuczkowski
Alex von Kuczkowski (* 1977 in Hamburg, Deutschland) ist ein deutscher Sportjournalist und Buch-Autor.

## Leben
von Kuczkowski arbeitete insgesamt 15 Jahre als Sport-Redakteur für große deutsche Tageszeitungen (B.Z., BILD und BILD am Sonntag) und berichtete über nahezu alle Sportarten, insbesondere Fußball, Eishockey, Handball, Tennis und American Football.
Seit 2014 ist er selbstständig tätig und unter anderem Gründer des Football-Medienmagazins „Footballerei“.
Seit 2023 gehört von Kuczkowski zur NFL-Crew von RTL.

## Publikationen
- NFL BOULEVARD …hinter den Kulissen der reichsten Liga der Welt. Randbreiten Verlag, 2017, ISBN 978-3-947166-00-8, S. 120.
- American Football: NFL – Die Liga der Superlative. Die Werkstatt, 2019, ISBN 978-3-7307-0467-7, S. 256.
- Kaufen Sie Ronaldo: Wie Facebook, Instagram und Google den Profifußball verändern. Die Werkstatt, 2020, ISBN 978-3-7307-0493-6, S. 208.
- Patrick Mahomes: Die unglaubliche Geschichte des NFL-Superstars. Edel Sports, 2022, ISBN 978-3-9858803-0-0, S. 304.
- American Football - Das ultimative Buch. teNeues, 2025, ISBN 978-3-96171-663-0, S. 224.